# Lo Skatzato
Lo Skatzato (Major Bummer) è una serie a fumetti di 15 numeri pubblicata dalla DC Comics dall'agosto 1997 all'ottobre 1998 e creata da John Arcudi (testi) e Doug Mahnke (disegni), coppia di autori famosa per aver creato il personaggio di The Mask.
In Italia la serie è stata pubblicata dalla Play Press su Lobo nuova serie dal n. 12/13 (agosto/settembre 1998) al n. 28 (dicembre 1999).
La serie aveva uno stampo umoristico e parodiava i fumetti dei supereroi, in particolare il fatto che chi riceve dei superpoteri li impieghi sempre per il bene o per il male dell'umanità: secondo la visione degli autori ci può essere chi, come il protagonista de Lo Skatzato, non ha voglia di impegnarsi né in un verso né nell'altro e vuole semplicemente vivere la sua vita in pace.

## Trama
Zinnac e Yoof, due alieni studenti di college, stanno facendo la loro tesi sugli eroi nella cultura terrestre e selezionano alcuni individui a cui spediscono per posta un congegno per uno "Sviluppo estremo modulare" (S.E.M.), che una volta aperto si attacca al cuore del soggetto donandogli dei superpoteri.
Un S.E.M. è indirizzato a Martin Louis, giovane avvocato e filantropo, ma viene recapitato per errore a Lou Martin, giovane fannullone, che riceve così una forza e un'intelligenza sovrumana (non accompagnate però da una voglia di sfruttare quei poteri). Gli altri S.E.M. vanno a creare un gruppo di supereroi, in realtà assai scombinati, che si affiancano come spalle al soggetto principale, nonché dei villain, anch'essi piuttosto inetti, che gli si oppongono. Così Lou si trova catapultato in un mondo di combattimenti tra supereroi neofiti, cercando in ogni modo di scamparne per vivere la sua vita come l'ha sempre vissuta (bighellonando dalla mattina alla sera).

## Personaggi

### I "supereroi"
- Lou Martin: protagonista della serie, un ragazzo pigro e un po' cinico per il quale i superpoteri sono più una maledizione (per le complicazioni che portano) che un dono. Il S.E.M., oltre a dargli muscoli immensi ed una forza sovrumana, gli dona un'intelligenza superiore che gli permette di inventare apparecchi fantascientifici, capire qualsiasi lingua e vedere entità incorporee come i fantasmi, ma Lou riesce ad usarla solo quando si concentra (molto raramente) o quando libera il suo subconscio, ad esempio mentre sta per addormentarsi.
- Lauren Isley: anziana signora un po' svampita che si dilunga spesso sui suoi ricordi di gioventù. Può prevedere il futuro; più precisamente, può entrare in trance inviando nel futuro una sua proiezione astrale che osservi e gli avvenimenti e torni nel suo corpo. Non è detto che il futuro che osserva sia quello che si verificherà, se chi lo conosce agisce per modificarlo.
- Francis Dutton: hippie con la capacità di emettere onde soniche. Dopo le prime vittorie con il gruppo si monta la testa, diventa arrogante e cerca di sfruttare il suo potere per guadagnare, senza riuscirci. Prova una particolare antipatia per Lou, che ritiene (non del tutto a torto) un incapace scansafatiche.
- Val Andrist: giovane e bella ambientalista, figlia di un magnate dei gelati, capace di volare, è innamorata di Lou.
- Il Geco: ragazzo basso ed esile che può arrampicarsi sulle pareti. È quello che prende più seriamente l'attività di supereroe (forse anche troppo): è l'unico ad indossare una maschera, non rivela a nessuno la sua vera identità, passa il tempo ad organizzare le ronde e ideare nomi in codice per gli altri.

Al gruppo si aggiunge anche una gatta che ha mangiato il S.E.M. destinato alla sua padrona, è capace di aumentare le sue dimensioni e si unisce agli innumerevoli gatti di Lauren.

### I "villain"

#### Gli avversari nel progetto di Zinnac e Yoof
I "cattivi" nella tesi degli studenti alieni sono un gruppo di giovani teppisti, a cui si aggiunge Reggie, un ladro dall'aspetto insospettabile, in giacca e bombetta.
- Carlos: il S.E.M. lo dota di gambe e braccia lunghissimi. Le unghie sono capaci di tagliare i metalli e gli permettono di restare attaccato alle pareti.
- Nunzio: inizialmente il più sfigato del gruppo, viene trasformato in un mostro dalla forza sovrumana, che usa per tiranneggiare i suoi compagni vendicandosi delle umiliazioni subite.
- Bridget: ragazza obesa dai capelli rasati a zero, che emette scariche elettriche.
- Nancy: ragazza sexy e provocante, capace di aumentare o diminuire la massa degli oggetti che tocca.
- Moe: può cambiare le proprietà delle sostanze che tocca, ad esempio sciogliendo i muri o solidificando l'acqua.
- Reggie: dotato di un'intelligenza sovrumana e un cervello gigantesco, passa il tempo compiendo esperimenti scientifici ed inventando apparecchi supertecnologici. Quando parla usa parole tanto complesse che nessuno lo capisce.

#### Altri avversari
- Tyrannosaurus Reich: un tirannosauro intelligente nazista, che spunta da una realtà alternativa.

### Altri personaggi
- Zinnac e Yoof: due alieni studenti dell'università del pianeta Oraz, nascosti nella discarica cittadina, in un'astronave resa invisibile. Dopo un loro incontro/scontro con Lou l'astronave viene danneggiata, costringendoli sulla Terra. Nello stesso incidente Zinnac rimane mutilato, così tutto il lavoro deve essere svolto da Yoof, il più stupido dei due.
- Marnie: la sensuale vicina di casa di Lou, probabilmente appassionata di fitness.
- Martin Louis: l'avvocato e benefattore che doveva ricevere il S.E.M. al posto di Lou, e che incontra più volte i protagonisti.
- Milton: fanatico dei supereroi che fa di Lou il suo idolo, ma finisce col creare più guai che altro.